# Abiodun Baruwa
Abiodun Baruwa   (Abuja, 16 de novembre de 1974) és un exfutbolista nigerià de la dècada de 1990. Fou internacional amb la selecció de futbol de Nigèria amb la qual participà al Mundial de 1998. Pel que fa a clubs, destacà a Sturm Graz.